# Pompe à liquide
Pour les articles homonymes, voir Pompe (homonymie).
Les pompes pour les liquides sont utilisées pour des applications diverses, comme le diagnostic analytique et médical, les piles à combustible et les imprimantes à jet d’encre, l’industrie des semi-conducteurs et le traitement de l’eau.  
La pompe à liquides à membrane peut comporter de 1 à 4 membranes, montage boxer (2 membranes) ou reliées en étoile à un seul excentrique (4 membranes). Le cycle de pompage calé tous les 90° permet un flux homogène, une réduction des vibrations, un fonctionnement silencieux et des dimensions compactes. La gamme des pompes (comme celle de KNF) permet un débit allant de quelques millilitres (0.03l/min) à 6 l/min, une hauteur d’aspiration jusqu'à 6mCE et une hauteur de refoulement jusqu'à 60mCE. De plus elle peut être utilisée jusqu’à une contre-pression de 6 bar relatif.
Les pompes multi membranes ont un rendement élevé pour un fonctionnement en continu. La combinaison avec des moteurs à courant alternatif et moteur à courant continu sans balai garantit une durée de vie élevée. 

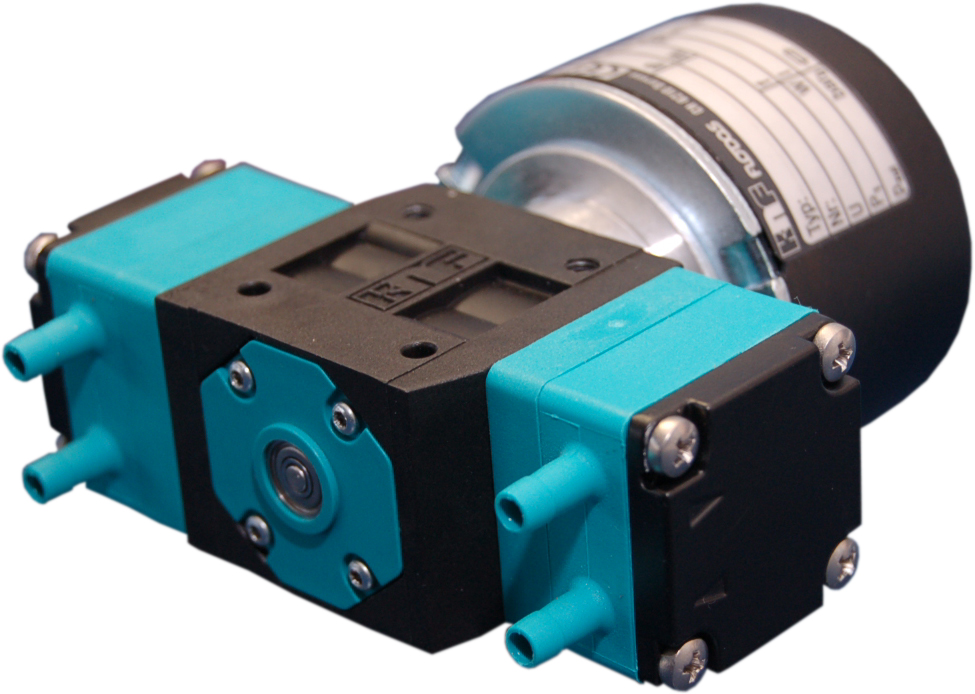
Pompe à liquides

En outre, une large gamme de matériaux destinés aux pièces en contact avec les fluides et adaptés à la plupart des liquides et gaz agressifs ou neutres, est disponible : le PTFE pour le pompage de liquides ultra-purs ou le transfert d’acides et de bases en est un exemple.

## Photos
- Photos de pompes à liquides

## Fabricant
- (fr) KNF